# Alfredo García Ramos

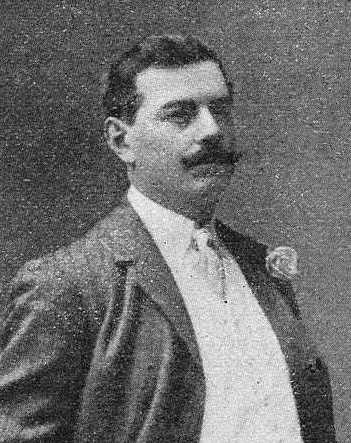
Alfredo García Ramos, retrato en Vida Gallega, 1919.

Alfredo García Ramos (Cumeiro, Villa de Cruces, Pontevedra; 7 de febrero de 1877 – Caldas de Reyes, Pontevedra; 21 de agosto de 1934) fue un periodista, escritor y jurista español (gallego).

## Biografía
Hijo del médico Manuel García Segond y hermano del también diputado durante la II República José García Ramos y Segond, Alfredo se licenció en derecho en la Universidad de Santiago de Compostela en 1897. Comenzó su carrera como fiscal de Santiago de Compostela y después pasó a ser juez municipal de La Coruña en 1903. Fue secretario de Gobierno y vicepresidente del Tribunal Supremo y director del periódico coruñés El Ideal Gallego. Alfredo García Ramos es autor de diferentes tratados jurídicos y económicos centrados principalmente en Galicia. En 1933 se presenta a las primeras elecciones a las cortes de la II República como independiente por Pontevedra ganando su escaño e integrándose en la coalición Independientes de Derechas, el portavoz de la cual era Abilio Calderón. Gran amigo del periodista y escritor Alejandro Pérez Lugín, a la muerte de este García Ramos fue responsable de la reorganización y finalización de la novela Arminda Moscoso. También fue responsable de la publicación de la colección de cuentos La corredora y la Ruia.

## Obras
- Estilos consuetudinarios y prácticas económico-familiares y marítimas de Galicia (1909).
- Arqueología jurídico-consuetudinaria-económica de la región gallega (1912).
- El regionalismo gallego en su aspecto confesional, monárquico y unitario  (1918).